# 미도리카와 히카루
미도리카와 히카루(일본어: 緑川 光, 1968년 5월 2일 ~ )는 일본 아오니 프로덕션 소속의 남성 성우이다. 도치기현 오타와라시 출신이다. 2000년 마키 미도리(당시 이토 마키)와 결혼하였다.

## 출연작

### TV 애니메이션
1988년
- 키테레츠 대백과 (카도기, 시로후쿠, 젊은이, 태양, 사무라이, 고교생)

1989년
- 악마군 (미이라)
- 싸워라! 초 로봇생명체 트랜스포머V (드류)
- 드래곤볼Z (1989년 - 1993년, 타자, 병사, 갓슈, 인조인간 16호, 파이쿠한)

1990년
- 가리아게군(요시다, 청년, 아베크남)
- 아벨탐험대
- 맹렬 아타로

1991년
- 장난꾸러기 쌍둥이 크레아학원 이야기 (스티브)
- 금붕어 주의보 (은행원)
- 긴급발진 세이버키즈
- 겟타로보GO ("B, 아나운스)
- 드래곤 퀘스트 다이의 대모험 (데로링, 아폴로)
- 하이스쿨 미스테리 학원7대 불가사의 (요시노 켄이치, 타치바나)
- 신세기 사이버 포뮬러 (신죠 나오키)
- 매지컬 타루루토군 (남학생, 센신)
- 요코야마 미츠테루 삼국지 (헌제)

1992년
- 울트라맨 키즈 엄마 찾아 3000만광년 (메카)
- 어~이! 류마 (다케치 즈이잔, 사와무라 소노조)
- 슈퍼 빅쿠리맨 (로진 훗도)
- 전설의 용자 다간 (기사)
- 남국소년 파푸와군 (신타로)
- 엄마는 초등학교 4학년 (시부타 야스히데)
- 미캉의 그림일기 (사사모리 유키히코)

1993년
- 푸른 전설의 슛! (1993년-1994년, 타나카 토시히코)
- 바다가 들린다 (야마오 타다시)
- 기동전사 V건담 (리 론)
- GS 미카미 (오키타 소지, TV의 남학생)
- SLAM DUNK (1993년-1996년, 루카와 카에데)
- 츠요시 정신차려(사회자, 스기야마)
- 미소녀전사 세일러문R (에일/긴가 세이쥬로)
- 용자특급 마이트가인 (1993년 - 1994년, 라이바루 죠)

1994년
- 기동무투전 G건담 (아나운서, 유족B, 경비원B, 야쿠자)
- 진권 전설 타이트로드 (마사키 타이토)
- 마멀레이드 보이 (마이클 그랜트)

1995년
- 애니 세계의 동화 (왕자, 로빈훗 외)
- 신기동전기 건담 W (1995년 - 1996년 히이로 유이)
- 슬레이어즈 (1995년 - 2009년, 제르가디스=그레이워즈)
- 닌쿠 (현무)
- 환상게임 (유귀)

1996년
- 쾌걸 조로 (도적, 루키노)
- 크레용 신짱 (키무라)
- 세이버 마리오네트J (게르하르트 폰 파우스트)

1997년
- 소녀혁명 우테나 (미카게 소지)
- 포켓몬스터 (다이스케, 코무)
- MAZE☆폭렬시공 (지파)
- 불꽃소년 레카 (미카가미 토키야)

1998년
- 앨리스SOS (쇼야 에이이치로)
- 바이스 크로이츠 (슈르디히)
- 카우보이 비밥 (린)
- 김전일 소년의 사건부 (오노데라 마사유키)
- 녹색전차 해모수 (릭)
- 지켜줘 수호월천! (헌드레드)
- 유☆희☆왕 (카이바 세토)
- 로스트 유니버스 (레일 프레이머)

1999년
- 우주해적 미토의 대모험 (카슨)
- GTO (키쿠치 요이히토, 미시마 군인)
- 성방천사 엔젤링크스 (히다 코세이)
- B비더맨 폭 외전V (로미오봄)

2000년
- 게이트 키퍼즈 (니시노야)
- 주간 스토리랜드 (왕자)
- 도라에몽 (TV아사히판 제1작)  (스네오의 사촌)
- 노노짱（大五郎）
- BRIGADOON 마린과 메란 (아로 마코토, 루루)
- 마슈란보 (가브리엘라)
- 명탐정 코난 (2000년 - 2021년, 아이카와 토우야, 이시다 타카시, 카미오 토시유키, 카와타케 오토야, 모로후시 케이코 / 스카치)

### OVA
1992년
- 사이버 포뮬러 더블원(신죠 나오키)

1993년
- 더 콕피트 음속뇌격대(노가미 소위)

1994년
- 사이버 포뮬러 제로(신죠 나오키)

1995년
- 비경탐험대 팜&일(라일)
- SM걸즈 세이버 마리오넷 R(페이스)

1996년
- 사이버 포뮬러 사가(신죠 나오키)
- 파이어 엠블렘(마르스)

2001년
- 메모리즈 오프(미카미 토모야)

2003년
- 트라이앵글 하트 3 ~Sweet Songs Foever~(타카마치 쿄야)

### 극장판
2005년
- 극장판 AIR(쿠니사키 유키토)

2016년
- 예전부터 계속 좋아했어: 고백실행위원회)

2017년
- 극장판 쿠로코의 농구 : Last Game(내쉬 골드 주니어)

2022년
- 명탐정 코난: 할로윈의 신부(모로후시 히로미츠)

### 게임
1993년
- 솔 모나쥬 (소니아)

1994년
- 드래곤볼Z 위대한 손오공 전설 (인조인간 16호)

1995년
- 배틀 타이쿤 (뱅 바이포트)
- 공상과학세계 걸리버 보이 PC엔진판 (비정한 마르티스)
- 드래곤볼Z Ultimate Battle 22 (인조인간 16호)

1996년
- 공상과학세계 걸리버 보이 SS판 (비정한 마르티스)
- 드래곤볼Z 위대한 드래곤볼 전설 (인조인간 16호)
- 페더 리메이크! 엠블렘 오브 저스티스 (타스크 브레스트레트)
- 토발No.1 (츄즈 우)
- 동급생2 FX·SS판 (사이온지 아리토모)
- 투신전3 (디비트)

1997년
- 토발2 (츄즈 우)
- 슬레이어즈 로얄 (제르가디스 그레이워즈)

1998년
- 타락천사 (쿨)
- 제노기어스 (왕 페이폰, 카란 람사스, 아벨, 이드)
- 버닝 레인저 (쇼 아마바네)
- 기동전사 건담 기렌의 야망 (제로 무라사키)
- 사이킥 포스2012 (마이트)
- 랑그릿사V ~The End of Legend~ (시그마)
- 루나2 이터널 블루 (히이로)
- 슬레이어즈 로얄2 (제르가디스 그레이워즈)
- 슬레이어즈 원더풀~ (제르가디스 그레이워즈)
- 엑소더스 길티 네오스 (아레스 자잔)
- 판타스틱 포츈 (세리오스 얼 서크릿, 암레딘 레이놀드 다리스)

1999년
- 봉신영역 엘츠바유 (텐푸인 케이야)
- 소년탐정 김전일3 청룡 전설 살인 사건 (사나다 코이치)
- 투신전 묘 (스바루 신교)

2000년
- 테일즈 오브 데스티니 (리온 매그너스)
- 트라이앵글 하트3 ~Sweet Songs Forever~ (타카마치 쿄야) : 黒崎和弥 명의

2001년
- 서몬 나이트2 (네스티)
- AIR (쿠니사키 유키토)
- 대난투 스매시브라더스DX (마르스)

2002년
- 스타크래프트 (일본판) (SCV,레스터(시네마틱))
- 테일즈 오브 팬덤 Vol.1 (리온 매그너스)
- 삼국지전기 (주유)
- 두근두근 메모리얼 Girl's Side (하즈키 케이)
- 그것은 흩날리는 벚꽃처럼 (사가라 야마히코) : 青川輝 명의
- 테일즈 오브 더 월드 나리키리 던전2 (리온 매그너스)
- 테일즈 오브 데스티니2 (쥬다스)
- 내 밑에서 발버둥쳐라 PC판 (쿠로사키 이치야)
- 신무의 새 (렌쟈크)

2003년
- 보보보 보 보 보보 하지케 축제 (소프톤)
- 드래곤볼Z (인조인간 16호)
- 참마대성 데몬베인 (마스터 테리온)
- Castlevania ~효월의 원무곡~ (쿠루스 소마)
- Maple Colors (사쿠 요시지로):히카루(氷河流) 명의
- 서몬 나이트3 (네스티)
- 사야의 노래 (사키사카 후미노리) : 히카루(氷河流) 명의

2004년
- 드래곤볼Z2 (인조인간 16호)
- 드래곤볼Z 무공특극 (인조인간 16호)
- 서몬 나이트 크래프트 소드 이야기2 (네스티)
- CARNIVAL (키무라 마나부) : 히카루 (氷河流) 명의
- 전생학원환창록 (히카와 나기)
- 열화의 염 ~Flame of Recca FINAL BURNING~ (미카가미 토모야)
- DIGITAL DEVIL SAGA 아바탈 튜너 (히트)
- 결전III (아케치 미츠히데)

2005년
- 보보보 보 보 보보 탈출! 하지케 로얄 (소프톤)
- 테일즈 오브 나리키리 던전3 (리온 매그너스, 쥬다스)
- DIGITAL DEVIL SAGA 아바탈 튜너2 (히트)
- 드래곤볼Z3 (인조인간 16호)
- 토가이누의 피 (시키)
- 샤이닝 포스 네오 (카인, 가면 남자)
- Angel's Feather (미소노 카이)
- NAMCO x CAPCOM (리온 매그너스, 쥬다스)
- 프린세스 윗치즈 (미도 마사키) : 히카루 (氷河流) 명의
- Angel's Feather 흑의 잔영·호박의 눈동자 (미소노 카이)
- 네오지오 배틀 콜로세움 (유우키)
- 악마성 드라큘라 창월의 십자가 (쿠루스 소마, 아바돈)
- 코드 에이지 커맨더즈 (제랄드)
- 전신 -이쿠사가미- (아케치 미츠히데)
- 초 드래곤볼Z (인조인간 16호)

2006년
- 소녀적사랑혁명★러브레보 (시노부)
- 마계전기 디스가이아2 (아델, 건너)
- 클라나드 (요시노 유스케)
- 제노사가 에피소드III[차라투스트라는 이렇게 말했다.] (우 두)
- 페르소나 3 (사나다 아키히코)
- 아라비안즈 로스트 (미하엘 파우스트)
- 영웅전설 VI 천공의 궤적 FC (로랜스 소위)
- 영웅전설 VI 천공의 궤적 SC (레온하르트)
- 죠죠의 기묘한 모험 팬텀 블러드 (디오 브랜드)
- 버틀러즈 ~召しませ 아가씨~ (우쿄 신지) : 히카루 (氷河流) 명의
- 전생학원월광록 (히카와 나기, 오오타케마루)
- 테일즈 오브 데스티니re (리온 매그너스)
- 테일즈 오브 더 월드 레디언트 마이솔로지 (리온 매그너스)

2007년
- 연희무쌍 ~두근☆소녀들의 삼국지 연의~ (좌자) : 히카루 (氷河流) 명의
- 기동전사 건담 건담VS.건담 (히이로 유이)
- 건담 무쌍 (히이로 유이)
- 두근두근 메모리얼 Girl's Side 1st Love (하즈키 케이)
- 무쌍OROCHI (아케치 미츠히데)
- 페르소나 3 FES (사나다 아키히코)
- 샤이닝 윈드 (킬레인)
- 내 밑에서 발버둥쳐라 PS2판 (쿠로사키 이치야)
- 영웅전설 천공의 궤적 TC (흑기사)
- 리틀 버스터즈! (나츠메 쿄스케)
- 연인유희 (아이카와 슈헤이) : 히카루 (氷河流) 명의
- 소문의 미도리!! 여름색의 스트라이커 (히노 츠카사)
- 알트네리코2 세계에 울리는 소녀들의 창조시 (탈가나 황태자)
- 스윙 골프 팡야 2nd숏! (카즈)
- Wonderland ONLINE -암흑의 금술- (시드)

2008년
- 토가이누의 피 TrueBlood (시키)
- 대난투 스매시브라더스X (마르스)
- 유어 메모리즈 오프 ~Girl's Style~ (사사 슌이치)
- CLANNAD FULL VOICE (요시노 유스케)
- LUX-PAIN (레이 플라티엘)
- 하나요이 로마네스크 사랑과 슬픔 그런 너를 위한 아리아 (호죠 아야메)
- 리틀 버스터즈 EX! (나츠메 쿄스케)
- sweet pool (오키나가 젠야)
- 크림슨 엠파이어 (미하엘 파우스트)

2009년
- Starry☆Sky 〜in Spring〜（토모에 요우)

2011년
- 일본 트릭스터 (레시타루 마치(pet))

2015년
- 앙상블 스타즈! (텐쇼인 에이치)

### 드라마 CD
1996년
- 영웅전설 Ⅳ 주홍물방울(어빈)

2007년
- 코세르테르의 용술사이야기(미류)

2009년
- 코세르테르의 용술사이야기~바다에 간 이야기~(미류)

## 더빙
※더빙작의 경우 정확한 방송 시기를 알아내기 힘들어 제작국의 제작연도로 대체하였음.

### 한국 애니메이션
1997년
- 녹색전차 해모수(릭 헤링)